# Emblyna evicta
Emblyna evicta là một loài nhện trong họ Dictynidae.
Loài này thuộc chi Emblyna. Emblyna evicta được Willis J. Gertsch & Mulaik miêu tả năm 1940.